# Evropská klubová asociace
Evropská klubová asociace (anglicky European Club Association) je mezinárodní organizace sdružující evropské profesionální fotbalové kluby, jejímž cílem je hájit zájmy klubů zejména při jednáních s evropskou fotbalovou federací UEFA. Je jediným sdružením klubů, které UEFA akceptuje, a s nímž jedná, protože asociace sdružuje kluby všech členských států UEFA. Asociace vznikla v roce 2008 transformací z neformální skupiny zvané G14, která sdružovala nejsilnější evropské fotbalové kluby, s níž ovšem UEFA odmítala vyjednávat právě s poukazem na její nereprezentativnost. Asociace si tak nastavila pravidla, podle nichž každá země UEFA má právo vyslat do organizace své kluby, přičemž právo na členství v asociaci získávají kluby automaticky na základě koeficientů vypočítávaných federací UEFA. Tři nejsilnější národní federace mohou do asociace vyslat pět klubů klubů, další tři nejsilnější federace čtyři kluby atd. (systém v zásadě kopíruje obsazování pohárových soutěží pořádaných UEFA). 
Klubová asociace má 110 řádných členů. Za Českou republiku jsou řádnými členy Slavia Praha, AC Sparta Praha a Viktoria Plzeň; přidruženými členy FC Slovan Liberec, FK Mladá Boleslav a FK Teplice. 
Sídlo asociace je ve švýcarském Nyonu. Klíčovou roli při zakládání asociace sehrál Karl-Heinz Rummenigge, posléze první prezident. K prvním velkým úspěchům asociace byla dohoda s UEFA na uvolnění části zisků z mistrovství Evropy pro kluby, jejichž hráči se mistrovství zúčastnili. Velkými tématy jednání jsou také pravidelně herní kalendář (kluby se například dlouhodobě zdráhají uvolňovat hráče na mezistátní přátelská utkání) a pojištění hráčů, neboli finanční kompenzace pro kluby v případě, že se jejich hráči v reprezentačních utkáních zraní (zde asociace vyjednala dohodu i se světovou federací FIFA).